# Steffen Haug

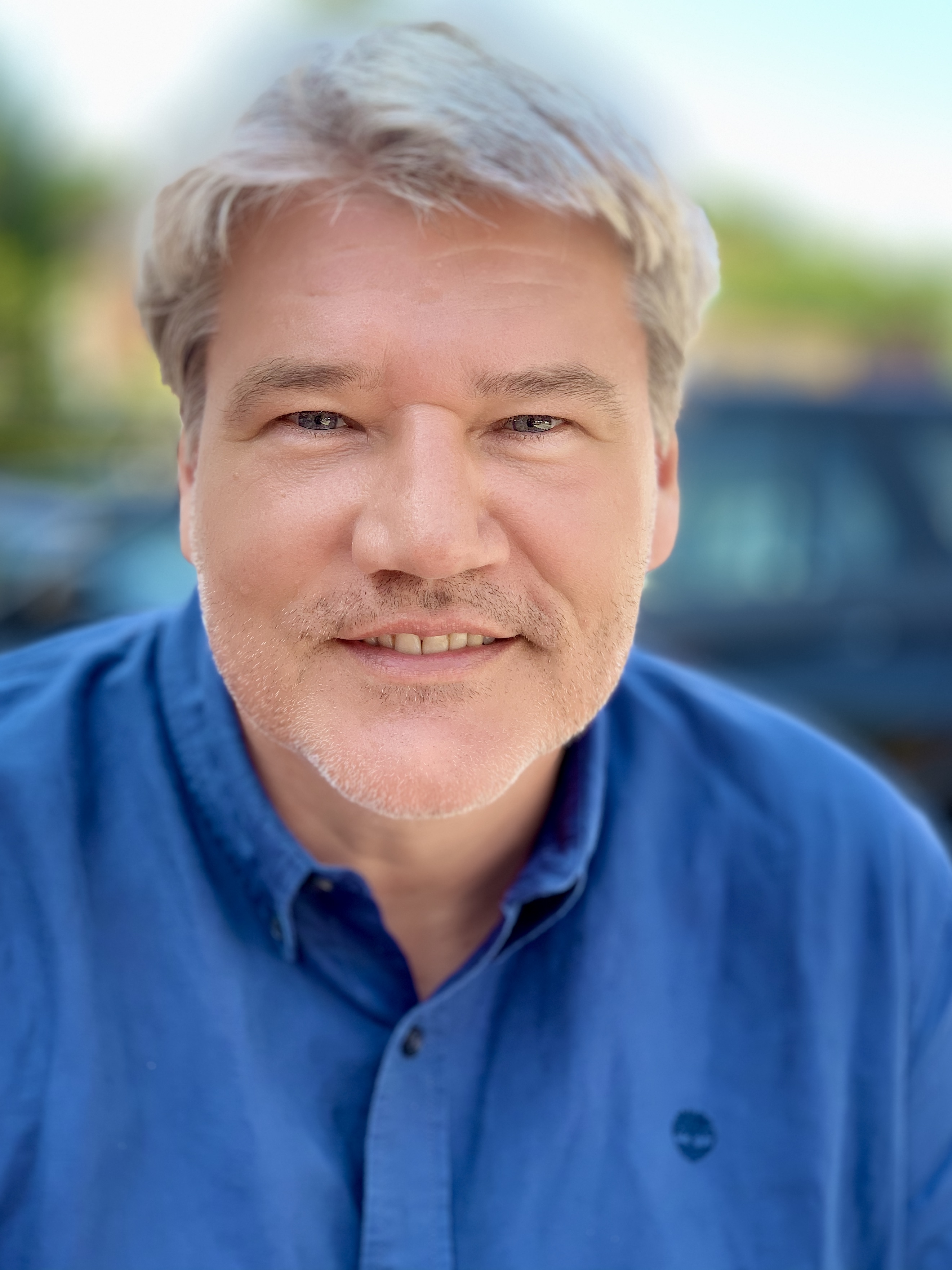
Steffen Haug (2021)

Steffen Haug (* 28. April 1967 in Göppingen) ist ein deutscher Journalist und Filmemacher. Von November 2011 bis Januar 2019 war er Chefredakteur von Spiegel TV. Er ist nicht zu verwechseln mit dem Kunstwissenschaftler Steffen Haug (Johannes Gutenberg-Universität Mainz).

## Leben
Nach dem Abitur am Werner-Heisenberg-Gymnasium Göppingen studierte Haug Geographie, Sport- und Politikwissenschaft an der Universität Tübingen und als Stipendiat des DAAD an der Bundesuniversität UFRJ in Rio de Janeiro. Während des Studiums machte er erste Erfahrungen beim Fernsehen, darunter bei Spiegel TV.
Seit 1995 war er in verschiedenen Funktionen bei Spiegel TV in Hamburg tätig. Zuerst als Volontär, danach als Autor und Reporter im Spiegel TV Magazin (RTL). Haug berichtete auch als Krisen- und Kriegsreporter über Naturkatastrophen und militärische Konflikte, beispielsweise aus dem Kosovo und über den Irakkrieg. Als Autor wurde er für eine Reportage über die Belagerung Bagdads bei den „New York Festivals“ 2004 mit der „World Medal“ ausgezeichnet (zusammen mit Peter Hell und Asiem El Difraoui). Ein Schwerpunkt Haugs war auch die Berichterstattung aus Südamerika, besonders aus Brasilien. Als Autor hat er während der 25 Jahre bei Spiegel TV über 250 Magazin-Beiträge, Reportagen und Dokumentationen realisiert.
1999 war Haug Korrespondent in Washington, D.C., ab 2000 übernahm er Leitungsfunktionen bei Spiegel TV. Zuerst als stellvertretender Redaktionsleiter, später als geschäftsführender Redakteur. Anfang 2011 wurde Haug zum Leiter Bewegtbild der gesamten Spiegel-Gruppe (Der Spiegel, Spiegel Online und Spiegel TV) berufen. Von November 2011 bis Januar 2019 war Haug Chefredakteur von Spiegel TV. Zuerst als Teil einer Doppelspitze, ab Mai 2014 als alleiniger Chefredakteur. In seiner Amtszeit entstanden Spiegel TV-Produktionen, die mit dem Bayerischen Fernsehpreis ausgezeichnet oder für den Deutschen Fernsehpreis und den Grimme-Preis nominiert wurden. In dieser Zeit hat Haug auch große Sonntagabend-Shows („Mensch Gottschalk“) und Polittalks („An einem Tisch mit…Merkel “ oder dem damaligen Kanzlerkandidaten Schulz) geleitet sowie Multimedia-Projekte (Das Kriegsende, spiegel.tv) betreut.
Im Februar 2020 verließ Haug Spiegel TV und machte sich als Journalist und Filmemacher selbstständig. Er hat Filme unter anderem für das ZDF und den SWR realisiert.
Haug wuchs zweisprachig in Süddeutschland und São Paulo (Brasilien) auf. Er ist verheiratet und lebt mit seiner Frau am Fuß der Schwäbischen Alb.

## Filmografie

### Als Filmemacher (Auswahl)
- 2024: „Mensch Merz! Der Herausforderer“ (ZDFzeit),  Co-Autor: Maik Gizinski[2]
- 2022: „Die OTTO-Story: Vom Versandhaus zum deutschen Amazon“ (ZDFzeit),  Co-Autorin: Yasemin Ergin[3]
- 2022: „Teuerland: Abschied vom deutschen Wohlstand?“ (ZDFzeit),  Co-Autoren: Nico Schmolke, Andrea Maurer[4]
- 2022: „Flucht nach Deutschland“ (ZDFzeit)[5]
- 2022: „Kehrtwende in Berlin“ (ZDF). Co-Autorin: Andrea Maurer[6]
- 2022: „Zengleins Zehn – Superbauten“ (SWR)[7]
- 2021: „Zengleins Zehn – Superfahrzeuge“ (SWR)[8]
- 2021: „Volksparteien ohne Volk“ (ZDF)[9]

### Als Filmemacher für Spiegel TV (RTL, SAT.1, VOX) (Auswahl)
- 2018: „Die Mensch-Maschinen“[10]
- 2016: „Geistheiler João de Deus“[11]
- 2015: „Umweltschutz mit Sturmgewehr“[12]
- 2015: „Theo Zwanziger über schwarze Kassen“ (Co-Autor)[13]
- 2014: „Unkontaktierte Indianerstämme“[14]
- 2013: „Massenansturm am Mount Everest“ (Co-Autor)
- 2012: „Anti-Entführungseinheit Brasilien“ (Co-Autor)
- 2010: „Der Balkankrieg“ (Co-Autor)
- 2010: „Wikileaks Bagdad“ (Co-Autor)
- 2009: „Beginn 2. Weltkrieg“ (Co-Autor)
- 2008: „Jobcenter in Geislingen“
- 2008: „Vor uns die Sintflut“ (Co-Autor)
- 2007: „Tiefkühl-OPs“
- 2007: „Stoiber-Rücktritt“
- 2006: „Jagd auf Bin Laden“ (Co-Autor)
- 2006: „Thomas Reiter auf dem Weg zur ISS“
- 2005: „Das Kinderherzzentrum“
- 2005: „Deutscher Waldschützer im Amazonas“
- 2004: „Ungeklärte Morde“
- 2004: „Angst-Forschung“
- 2003: „Waldbrände Portugal“
- 2003: „Kriegsbeginn im Irak“ (Co-Autor)
- 2002: „Die BOPE-Spezialeinheit in Rio“
- 2002: „Ölpest in Spanien“ (Co-Autor)
- 2001: „UCK-Attentäter vor Gericht“ (Co-Autor)
- 2001: „Stanford-Experiment“ (Co-Autor)
- 2000: „Hunde klonen“ (Co-Autor)
- 2000: „Todesstrafe-Fehlurteile“ (Co-Autor)
- 1999: „Einmarsch in den Kosovo“ (Co-Autor)
- 1999: „Die Fatima-Pilger“
- 1998: „Ronaldo und das Millionenspiel“
- 1998: „Die Geschichte der Grünen“
- 1997: „Rio von unten“
- 1997: „Panne auf der Raumstation MIR“
- 1996: „Die Giftmüllhöhle“
- 1996: „Brandkatastrophe Flughafen Düsseldorf“ (Co-Autor)
- 1995: „Der Kruzifix-Streit“ (Co-Autor)
- 1995: „5 Jahre Wiedervereinigung“ (Co-Autor)
- 1994: „Drogen-Razzia in Rio“ (Co-Autor)